# Мукшанський заказник
Мукша́нський — ботанічний заказник місцевого значення в Україні. Розташований у межах Кам'янець-Подільського району Хмельницької області, на північний захід від села Слобідка-Кульчієвецька на схилах річки Мукша.
Площа 21 га. Статус надано згідно з рішенням облради від 19.10.1988 року № 153. Перебуває у віданні Слобідсько-Кульчієвецької сільської ради
Цінність являють рідкісні види рослин: ковила волосиста, шавлія кременецька. 
Входить до складу національного природного парку «Подільські Товтри».